# Puisserguier
 Puisserguier  (en occitano, Puègserguièr) es una comuna francesa situada en el departamento de Hérault, en la región de Occitania.

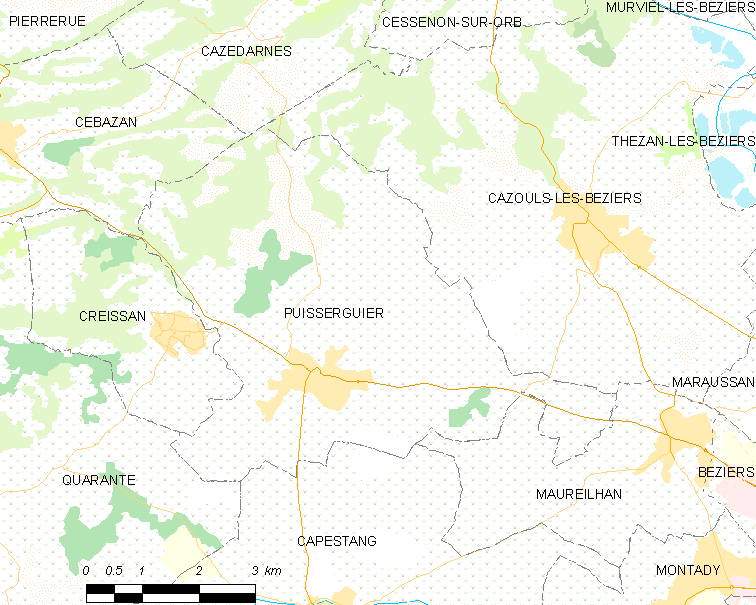
Mapa

## Demografía
| 2387 | 2385 | 2197 | 2219 | 2432 | 2482 | 2820 | 2974 |
| Para los censos de 1962 a 1999 la población legal corresponde a la población sin duplicidades (Fuente: INSEE [Consultar]) |      |      |      |      |      |      |      |